# وایرترودینگن
شهر وایرترودینگن (به آلمانی: Wassertrüdingen) در ایالت بایرن در کشور آلمان واقع شده‌است.